# Illinoia liriodendri
Illinoia liriodendri är en insektsart som först beskrevs av Monell 1879.  Illinoia liriodendri ingår i släktet Illinoia och familjen långrörsbladlöss. Inga underarter finns listade i Catalogue of Life.